# HD 51266
HD 51266，又名CD-50 2458，SAO 234774、HR 2594，是一颗恒星，视星等为6.26，位于銀經260.38，銀緯-20.24，其B1900.0坐标为赤經6h 51m 33.6s，赤緯-50° -20.24′ 26″。